# درونگن
درونگن (به لاتین: Drongen) یک منطقهٔ مسکونی در بلژیک است که در خنت واقع شده‌است. درونگن ۲۷٫۴۳ کیلومتر مربع مساحت و ۱۲٬۲۱۸ نفر جمعیت دارد.

## نگارخانه

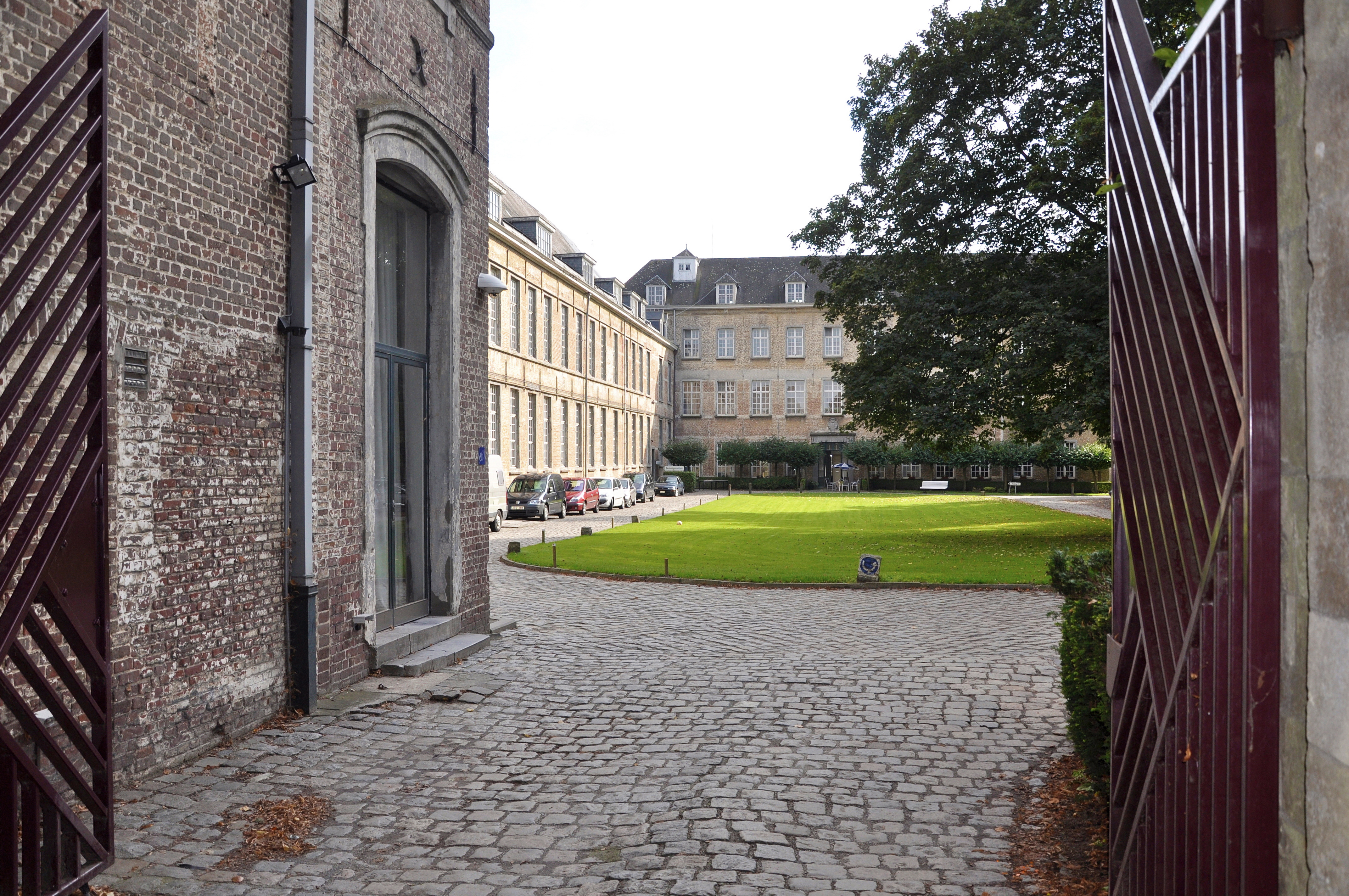
درونگن ابی
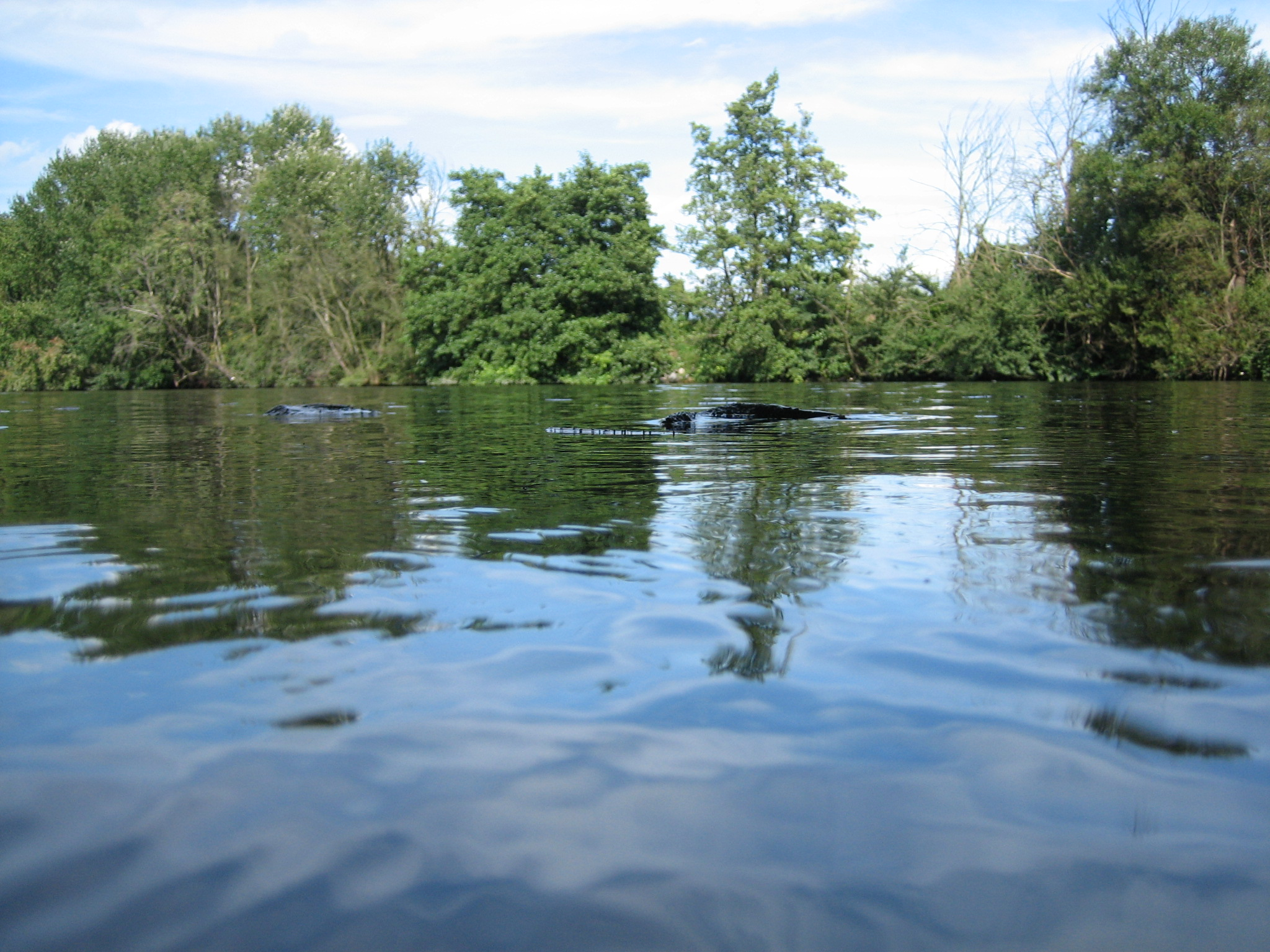
Tرودخانهٔ لی در درونگن
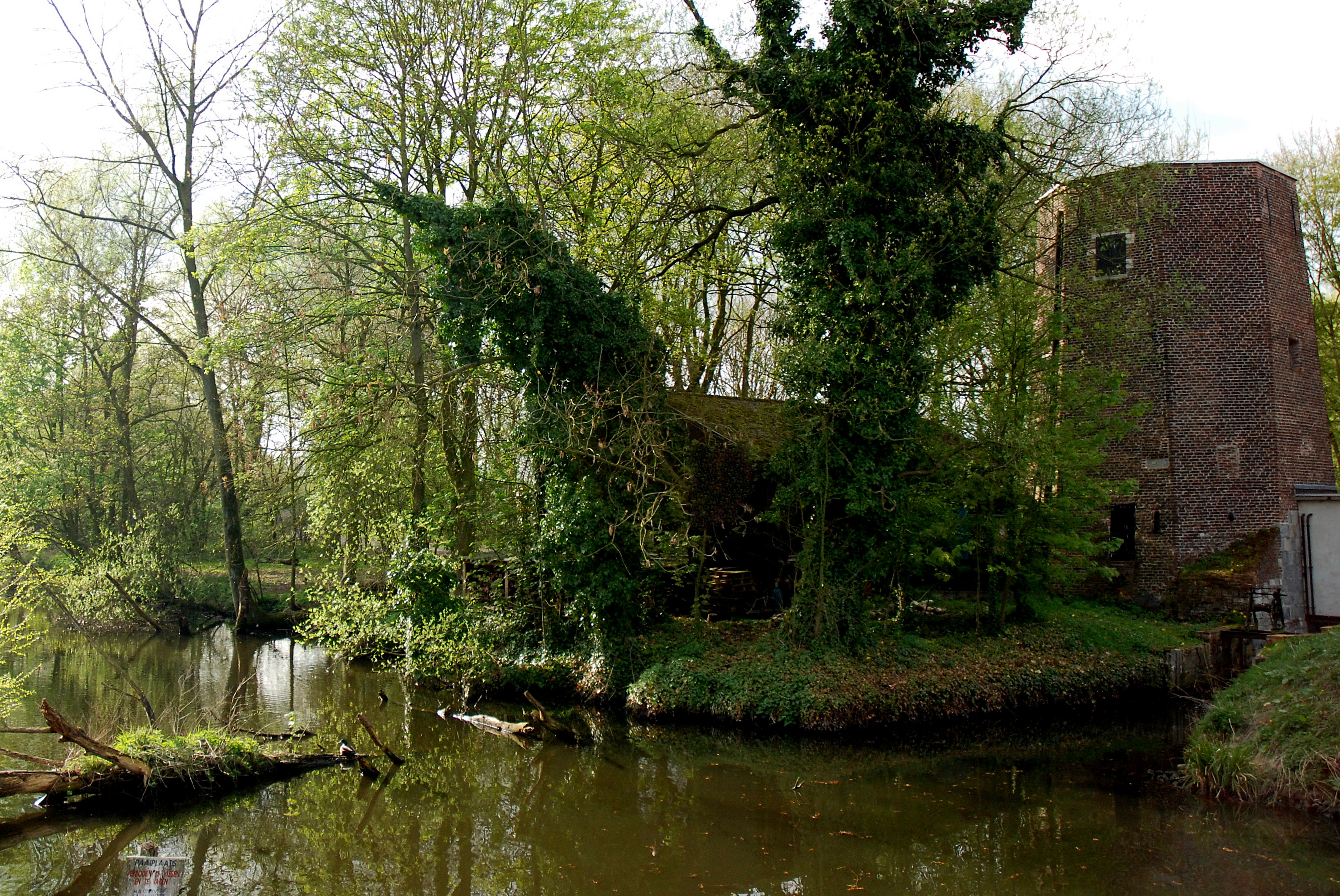
هوزمولن